# Protocalliphora beameri
Protocalliphora beameri är en tvåvingeart som beskrevs av Sabrosky, Bennett och Whitworth 1989. Protocalliphora beameri ingår i släktet Protocalliphora och familjen spyflugor.
Artens utbredningsområde är Arizona. Inga underarter finns listade i Catalogue of Life.